# Fenantrolină
Fenantrolina (IUPAC: 1,10-fenantrolina) este un compus organic heterociclic cu formula chimică C12H8N2. Este un solid alb, solubil în solvenți organici. Este utilizat ca ligand în complecșii coordinativi (prescurtare: phen), formând complecși stabili cu majoritatea ionilor metalici. Este uzual comercializată sub formă de monohidrat.